# Důl

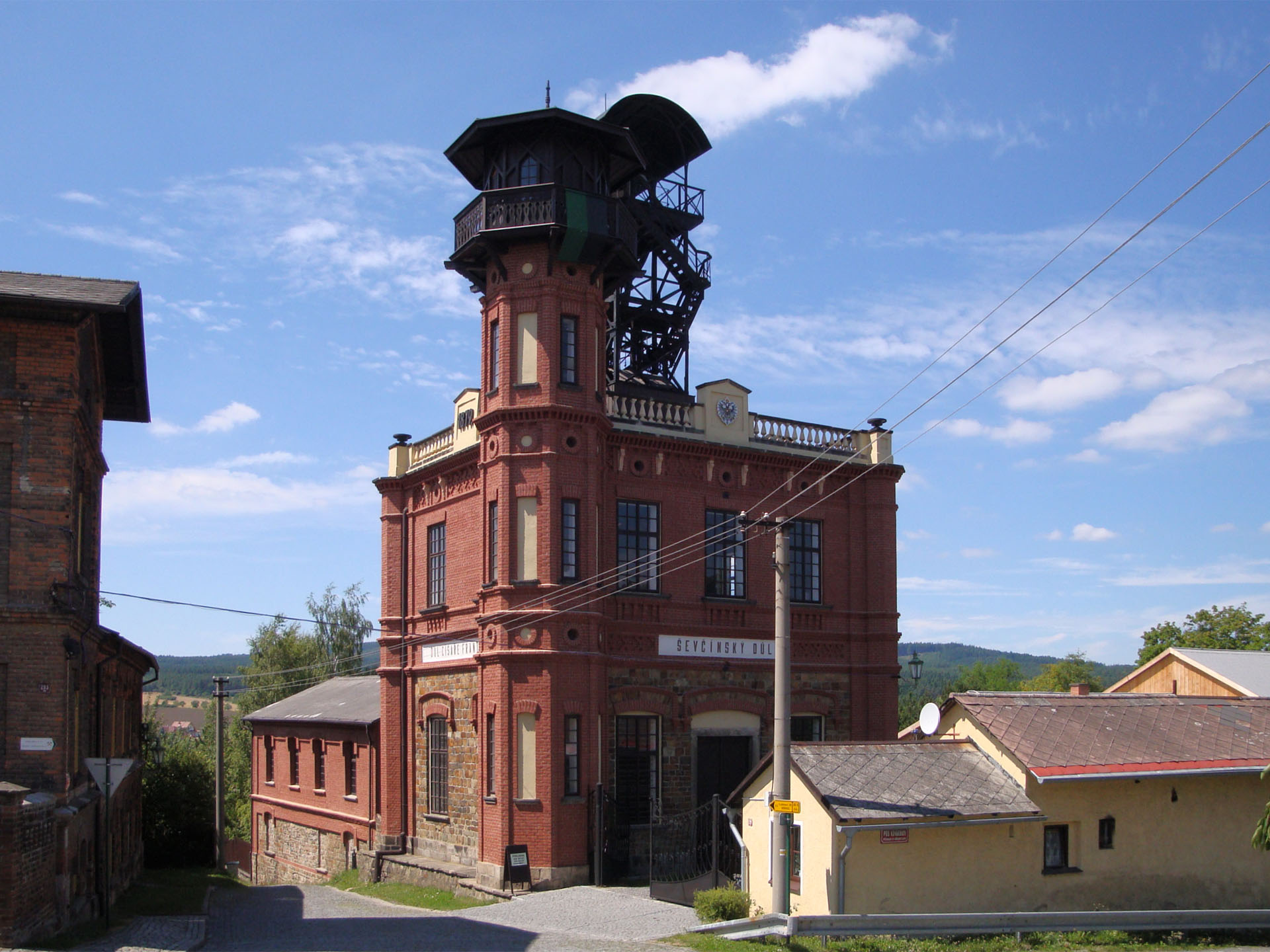
Pohled na dnes již nepoužívaný Ševčinský rudný důl na Březových Horách v Příbrami

Důl je závod či prostor, kde se těží nerostné suroviny, například uhlí, nebo rudy. Pokud je těžen kámen, mluvíme o lomu, případně kamenolomu.

## Druhy dolů
- povrchový důl – hornina se těží plošně po odkrytí vrstev zeminy, pod kterými je vrstva nerostu (sloj)
- hlubinný důl – hornina se těží ve vodorovných a šikmých slojích (uhlí) nebo v žilách (ruda); doprava na povrch probíhá prostřednictvím svislých jam nebo vodorovných štol
  - tímto způsobem se v České republice těží například černé uhlí na Karvinsku (na Ostravsku byla těžba uhlí ukončena v roce 1994).
  - existuje ale i řada rudných dolů pracujících na tomto principu, např. rudné doly v okolí Příbrami

Část hlubinných dolů se přeměnila v doly povrchové v souvislosti s vývojem výkonných skrývkových mechanismů

## Alternativní názvy
- pro povrchový důl se používá výraz lom
- pro hlubinný důl se v hovorové češtině používá výraz šachta (z německého der Schacht), kterým se původně označovala samotná těžební jáma
- v oficiálních názvech hlubinných dolů se objevilo slovo Jáma, které je překladem německého slova der Schacht
- v oficiálních názvech hlubinných dolů se objevilo slovo Štola, které je termínem pro hornické dílo umožňující horizontální dopravu horniny na povrch

## Kombinovaná těžba
Existují i kombinované metody těžby, kdy je těženo svrchu, ale vytěžená hornina se odváží vodorovnou štolou pod povrchem. Tímto způsobem se například v první polovině 20. století těžil vápenec v Českém krasu. V severních a v severozápadních Čechách převažovaly v prvopočátku těžby uhlí také hlubinné doly, nicméně technický rozvoj ve 20. století postupně umožnil přejít na povrchové metody těžby prakticky ve všech částech obou našich hnědouhelných revírů.